# Sosnogorsk rajon
Il Sosnogorsk rajon è un rajon (distretto) della Repubblica dei Komi, nella Russia settentrionale. Il capoluogo è la città di Sosnogorsk.